# Valentin Gendrey
Valentin André Stanislas Gendrey (* 21. Juni 2000 in La Garenne-Colombes) ist ein französischer Fußballspieler guadeloupischer Abstammung. Der Abwehrspieler steht aktuell bei der TSG 1899 Hoffenheim unter Vertrag.

## Karriere

### Vereine
In seiner Jugend spielte Gendrey für den FC Tillé, Guignecourt, Beauvais Oise und US Chantilly. Anschließend wurde er Teil der U19 des SC Amiens, wo er zur Saison 2017/18 in die B-Mannschaft aufrückte. Nach zwei Saisons rückte er im Sommer 2019 in die erste Mannschaft auf, für die er in der Ligue 1 jedoch nicht zum Einsatz kam. Erst mit dem Abstieg der Mannschaft in die Ligue 2 kam er am 22. August 2020 zu seinem Ligadebüt. Zur Saison 2021/22 schloss er sich dem italienischen Klub US Lecce an, mit dem ihm direkt der Aufstieg in die Serie A gelang.
Ende August 2024 wurde Gendrey vom Bundesligisten TSG 1899 Hoffenheim verpflichtet.

### Nationalmannschaft
Mit der U18-Nationalmannschaft kam Gendrey zunächst in Freundschaftsspielen zum Einsatz und gehörte später der U21 bei der Europameisterschaft 2021 an. Sein einziges Turnierspiel war das Halbfinale bei der 1:3-Niederlage gegen die Ukraine, in dem er eingewechselt wurde.